# Josip Kozarac
Josip Kozarac (Vinkovci, 18 marzo 1858 – Koprivnica, 21 agosto 1906) è stato uno scrittore e poeta croato, uno dei più importanti scrittori del realismo croato.

## Biografia

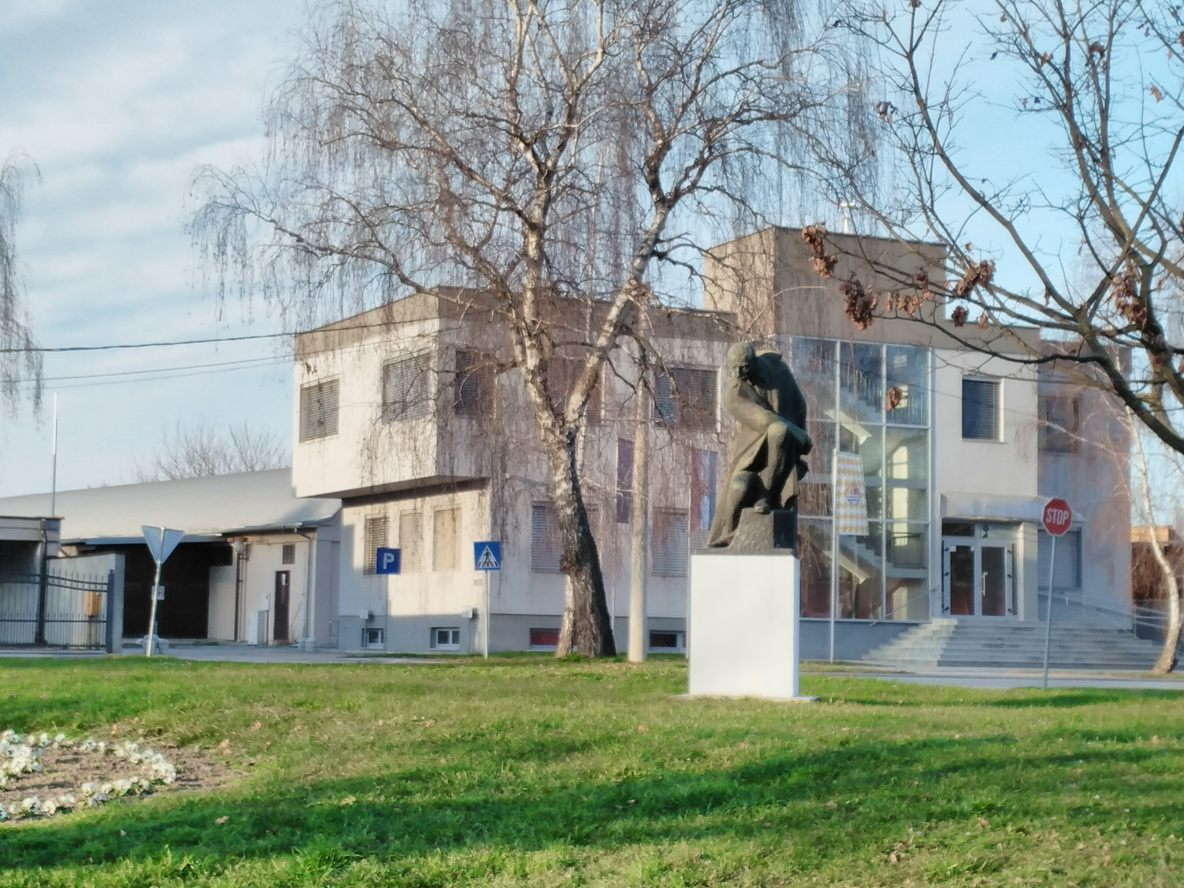
Monumento dedicato a Josip Kozarac, Vinkovci.

Figlio di un sergente operativo a Vinkovci, sin da bambino Kozarac si è appassionato alla bellezza della natura.
Il suo ciclo di studi si svolse nella sua città natale, per quanto riguarda gli studi primari ed il liceo.
Successivamente Kozarac si trasferì a Vienna, per frequentare una scuola forestale, presso la Scuola superiore per la cultura del suolo, dove nel 1879 si laureò in ingegneria forestale.
Subito dopo la laurea rientrò a Vinkovci, per lavorare nelle foreste demaniali; dal 1885 al 1895 fu direttore forestale a Lipovljani, nella Regione di Sisak e della Moslavina, dove tagliò e ringiovanì circa mille ettari di bosco di querce.
Collaborò con la rivista Šumarskog lista ("Elenco forestale"), scrivendo un gran numero di articoli riguardanti la selvicoltura, tradotti in giornali e riviste austriache e ungheresi, tra i quali alcuni riguardanti la rigenerazione e il ringiovanimento dei boschi di querce, la coltivazione di boschi misti di quercia e frassino, la coltivazione nel primo periodo della rotazione, l'ondata di cenere nei boschetti di rovere in Slavonia e il diradamento dei boschi.
Kozarac morì all'età di 48 anni a causa della tubercolosi.
Dal 1995, è stato istituito il Premio Josip e Ivana Kozarac, per la letteratura e la scienza.
Il 21 marzo 2006, la Posta croata ha emesso il timbro postale di Josip Kozarac.

## Stile, pensiero e poetica

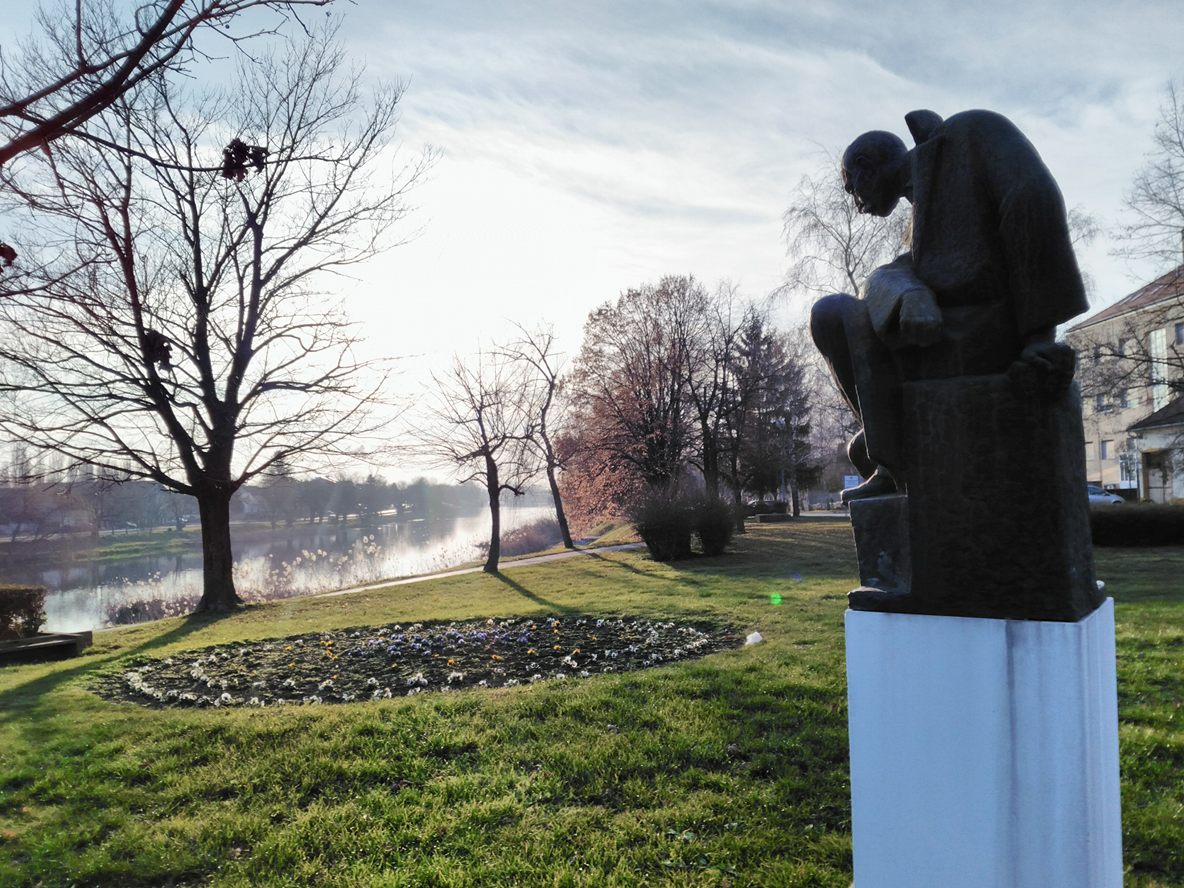
Monumento dedicato a Josip Kozarac, Vinkovci.

Nelle sue opere, Kozarac osservò attentamente soprattutto la Slavonia, descrivendo la natura locale, oltre che i problemi sociali, economici e morali della società, con l'acutezza di un sociologo, uno stile realistico e intenti moralistici.
Anche se ai suoi esordì scrisse un'opera drammatica, Turci u Karlovcu ("Turchi a Karlovac"), messa in scena nel 1878 a Zagabria, oltre che due commedie, Tuna Bunjavilo, rappresentata a Zagabria nel 1879 e Tartufov unuk ("Il nipote di Tartuf"), pubblicata nel 1879, Kozarac si dedicò prevalentemente ai romanzi, che gli diedero notorietà.
I suoi scritti principali furono Mrtvi kapitali ("Capitale morto", 1889), dedicato al conflitto tra città e compagna; Među svijetlom i tminom ("Tra la luce e il buio", 1891), nel quale Kozarac invita gli intellettuali ad essere indipendenti dal potere statale; Živi kapitali ("Capitale vivente"), incompiuto; i romanzi incentrati sulle tematiche sociali, Proletarci ("Proletari", 1888) e Krčelići ne će ljepote ("Krčelići non sarà bello", 1888); Slavonskoj šumi ("Foresta di Slavonia", 1888), imperniato sulle bellezze della Slavonia; le opere basate su argomenti sentimentali, Tri ljubavi ("Tre amori", 1894), Mira Kodolićeva (1894), Oprava (1899) e Donna Ines (1890); gli scritti basati sugli argomenti patriarcali e sul ruolo della donna, Tena (1894), Ljudi koji svašta trebaju ("Le persone che hanno bisogno di tutto", 1891) e Biser – Kata (1887); Tri dana kod sina ("Tre giorni dal figlio", 1893), intriso di elementi poetici.
Numerose opere di Kozarac fanno parte dei libri di testo delle scuole elementari e superiori.

## Opere principali
- Turci u Karlovcu ("Turchi a Karlovac"), dramma, 1878;
- Tuna Bunjavilo, commedia, 1879;
- Tartufov unuk ("Il nipote di Tartuf"), commedia, 1879;
- Biser – Kata, romanzo, 1887;
- Proletarci ("Proletari"), romanzo, 1888;
- Krčelići ne će ljepote ("Krčelići non sarà bello"), romanzo, 1888;
- Slavonskoj šumi ("Foresta di Slavonia"), romanzo, 1888;
- Oprava, romanzo, 1899;
- Donna Ines, romanzo, 1890;
- Među svijetlom i tminom ("Tra la luce e il buio"), romanzo, 1891;
- Ljudi koji svašta trebaju ("Le persone che hanno bisogno di tutto"), romanzo, 1891;
- Tri dana kod sina ("Tre giorni dal figlio"), romanzo, 1893;
- Tri ljubavi ("Tre amori"), romanzo, 1894;
- Mira Kodolićeva, romanzo, 1894;
- Tena, romanzo, 1894;
- Živi kapitali ("Capitale vivente"), romanzo incompiuto.